# Barbara Rush
Barbara Rush, född 4 januari 1927 i Denver, Colorado, död 31 mars 2024 i Westlake Village, Los Angeles County, Kalifornien, var en amerikansk skådespelare. Hon medverkade i över 100 filmer och TV-serier, samt gjorde många scenroller.
Rush filmdebuterade 1951, och 1954 tilldelades hon en Golden Globe i kategorin "bästa nykomling" för sin roll i filmen Invasion från Mars (1953).

## Filmografi i urval
- 1951 – Flykten från jorden
- 1953 – Invasion från Mars
- 1954 – En läkares samvete
- 1956 – Bakom spegeln
- 1958 – De unga lejonen
- 1960 – Dröj hos mig främling...
- 1963 – Slå på trumman bror
- 1964 – 5 äss i leken
- 1968–1969 – Peyton Place (TV-serie) (75 avsnitt)
- 1997–2007 – Sjunde himlen (TV-serie) (tio avsnitt)